# Bob l'éponge et ses amis : Attaque sur l'île du volcan
Bob l'éponge et ses amis : Attaque sur l'île du volcan (Nicktoons: Battle for Volcano Island) est un jeu vidéo d'action-aventure développé par Blue Tongue Entertainment et édité par THQ, sorti en 2006 sur GameCube, PlayStation 2, Game Boy Advance et Nintendo DS.

## Système de jeu
Le jeu comprend plusieurs personnages dont : Bob l'éponge, Patrick l'étoile de mer, Danny, Timmy et ses parrains magiques. Le jeu se joue en changeant de personnages pour résoudre certains problèmes.

## Accueil
- Jeuxvideo.com : 12/20 (PS2)[1] - 10/20 (DS)[2] - 13/20 (GBA)[3]